# Universität Khartum
Die Universität Khartum (arabisch جامعة الخرطوم, DMG Ǧāmiʿat al-Ḫarṭūm) in Khartum in Sudan ist die wichtigste Universität im Land. Sie liegt östlich des Geschäftszentrums am Ufer des Blauen Nil.

## Geschichte
1902 wurde während der britischen Kolonialzeit das Gordon Memorial College gegründet, das anfangs nur eine Grundschule war. Nach einigen Facherweiterungen kam 1924 die erste medizinische Ausbildungsstätte Sudans hinzu. 1936 wurde eine juristische Abteilung gegründet, ab 1947 war das College der Universität London angeschlossen.
Mit der Unabhängigkeit des Landes 1956 wurde dem bisherigen College der Status als Universität verliehen.

## Gliederung

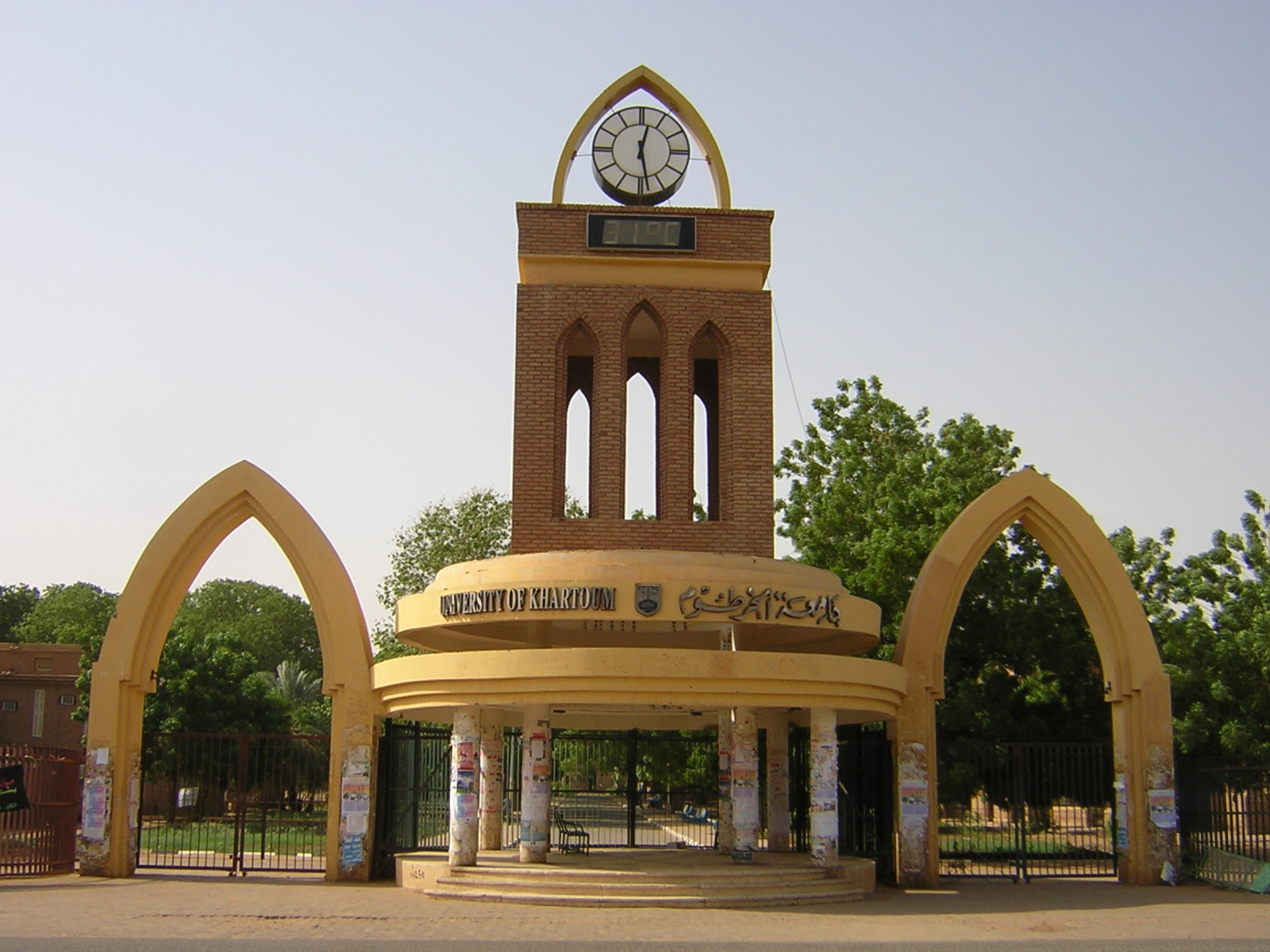
Haupteingang des Universitätsgeländes an der Al-Gama'a Avenue, Anfang 2007

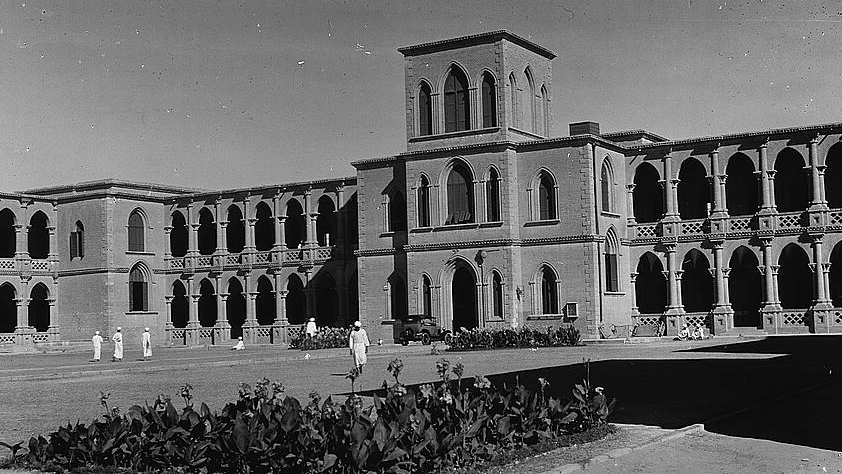
Das Hauptgebäude des damaligen Gordon Memorial College, 1936

Die Universität Khartum hat 16.800 grundständige Studenten in 23 verschiedenen Fakultäten, Schul- und Forschungseinrichtungen. Jährlich werden rund 3500 Studenten neu aufgenommen, 55 % von ihnen sind weiblich.
Zusätzlich sind 6000 „graduate students“ (Master- und Doktoratsstudenten) eingeschrieben.  An der Universität werden 850 Dozenten und Professoren, 20 Forscherkollegen und 500 Lehrassistenten beschäftigt.
Zur Universität gehört auch das Mycetoma-Forschungszentrum.

## Fakultäten
- Zentraler Campus in Khartum
- Medizin-Campus im Süden von Khartum
- Agronomie- und Veterinärmedizin-Campus in Shambat, Nordkhartum
- Campus für Erziehung und Ausbildung in Omdurman, 15 km vom Zentralcampus entfernt